# Again (jeu vidéo)
Pour les articles homonymes, voir Again.
Again (AGAIN　FBI超心理捜査官, Again: FBI Chōshinri Sōsakan) est un jeu vidéo d'aventure développé par Cing et édité par Tecmo, sorti en 2009 sur Nintendo DS.

## Accueil
- Adventure Gamers : 3,5/5[1]
- GameSpot : 5/10[2]
- IGN : 4,5/10[3]